# Mailbox (アプリケーション)
MailboxとはOrchestra, Inc.が開発したiOS対応の無料電子メール管理アプリケーションである。スワイプでメールをソートしたりフィルタリングできる使いやすさと革新的な機能がいくつかの技術ブログで取り上げられた。
正式スタート前の週で受け付けられた予約の待ち行列には38万人以上が押し寄せ、2013年2月8日MailboxはiOSのApp Storeで公開、その日App Storeで2番目に多くダウンロードされた無料アプリケーションになった。2013年2月時点でMailboxを利用できるユーザーは先に予約した順になっている。
2013年3月、MailboxはDropboxを運営するDropbox Inc.に買収された。この買収後にAndroid用アプリとしてもリリースされた。
2015年12月、公式ページで2016年2月26日をもってサービスを終了する事が発表された。